# Claoxylon medullosum
Claoxylon medullosum är en törelväxtart som beskrevs av Henri Ernest Baillon. Claoxylon medullosum ingår i släktet Claoxylon och familjen törelväxter.
Artens utbredningsområde är Madagaskar. Inga underarter finns listade i Catalogue of Life.